# Caminomorisco (kommun)
Caminomorisco är en kommun i Spanien.   Den ligger i provinsen Provincia de Cáceres och regionen Extremadura, i den centrala delen av landet, 210 km väster om huvudstaden Madrid. Antalet invånare är 1 211.